# West Pearl Tower
West Pearl Tower foi concluída em 2004 na cidade de Chengdu, China. Tem 339 m (1109 pés) e, até julho de 2019, é a 21.ª torre de estrutura independente mais alta do mundo.